# 출주
출주(出走)란, 출마등록과 출마투표에 의하여 출주마로 확정된 말이 경주를 하기 위해 출발대 안에서 발주위원의 발주신호를 받은 것을 말한다.